# W. Wolfgang Fleischhacker

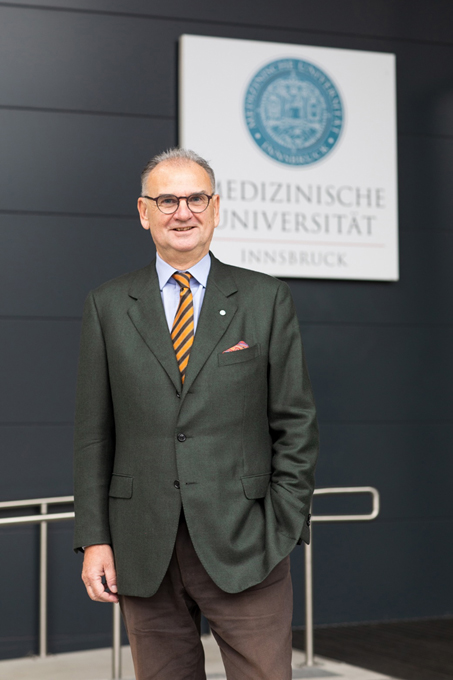
W. Wolfgang Fleischhacker (2020)

Walter Wolfgang Fleischhacker (* 29. April 1953 in Baden bei Wien) ist ein österreichischer Psychiater und Psychotherapeut sowie Universitätsprofessor an der Medizinischen Universität Innsbruck, deren Rektor er von 2017 bis 2025 ist.

## Leben
Fleischhacker studierte Medizin an der Universität Innsbruck und famulierte unter anderem am Bispebjerg Hospital in Kopenhagen. 1978 promovierte er an der Universität Innsbruck zum Doktor der gesamten Heilkunde. Ab 1979 arbeitete er als Universitätsassistent in den Abteilungen für Psychiatrie und Neurologie der Medizinischen Universität Innsbruck. 1987 wurde ihm ein Fulbright-Reisestipendium zuerkannt und er war 18 Monate als Research Fellow am Department of Psychiatric Research des Hillside Hospital sowie am Albert Einstein College of Medicine in New York City tätig. Anschließend habilitierte er sich mit dem Thema Pharmakoepidemiologie der Benzodiazepine für das Fach Psychiatrie und arbeitete ab 1989 als Oberarzt an der Universitätsklinik für Psychiatrie der Universität Innsbruck. 1990 schloss er die Ausbildung zum Facharzt für Psychiatrie ab. Seit 1992 ist er Psychotherapeut mit Schwerpunkt Verhaltenstherapie. 
1993 wurde er als Universitätsprofessor an die Klinische Abteilung für Biologische Psychiatrie der Medizinischen Fakultät der Universität Innsbruck berufen. Ab 1994 leitete er dort auch die Abteilung für Biologische Psychiatrie. Von 1999 bis 2003 war er supplierender Vorstand des Instituts für Kommunikation im Berufsleben und Psychotherapie an der Leopold-Franzens Universität Innsbruck. Von 2008 bis 2017 war er Direktor der Universitätsklinik für Biologische Psychiatrie sowie geschäftsführender Direktor des Departments für Psychiatrie und Psychotherapie der Medizinischen Universität Innsbruck. 
Neben seiner eigentlichen Lehrverpflichtung war er unter anderem Humes Gastprofessor am Weill Medical College der Cornell University in New York, Distinguished Visiting Professor an der Keio University School of Medicine in Tokio und Vizepräsident an der Vienna School for Clinical Research. 2021 wurde er am Weill Cornell Medical College in New York zum Klinischen Professor für Psychiatrie (courtesy) ernannt. Zudem ist er seit 2007 Co-Chair der Salzburg Seminare des Open Medical Institute und Vorsitzender des Scientific Advisory Board. Von 2002 bis 2005 war er Präsident der Österreichischen Gesellschaft für Psychiatrie und Psychotherapie (ÖGPP) sowie von 2006 bis 2010 Vizepräsident des International College of Neuropsychopharmacology (CINP). Seit 1997 ist er Vorsitzender der European Group for Research in Schizophrenia (EGRIS). 2006 wurde er als erst zweiter Österreicher Foreign Corresponding Fellow des American College of Neuropsychopharmacology.
Im Mai 2017 wurde er vom Universitätsrat als Nachfolger von Helga Fritsch für eine vierjährige Periode zum Rektor der Universität gewählt, das Amt trat er mit 1. Oktober 2017 an. Im März 2020 wurde er vom Universitätsrat einstimmig für eine weitere Amtsperiode bis 2025 wiederbestellt. Für eine dritte Amtszeit ab dem Wintersemester 2025/2026 erhielt er bei der Abstimmung über die Wiederbestellung im Senat im Mai 2024 nicht die notwendige Zweidrittelmehrheit. Im März 2025 wurde Gert Mayer zu seinem Nachfolger als Rektor ab 1. Oktober 2025 gewählt.

## Auszeichnungen
2005 wurde ihm das Österreichische Ehrenkreuz für Wissenschaft und Kunst verliehen. 2006 wurde er Ehrenmitglied der World Psychiatric Association und 2004 Ehrenpräsident der österreichischen Schizophreniegesellschaft (ÖSG). 2024 ernannte ihn die Universität Innsbruck zum Ehrensenator.
Im Oktober 2024 wurde ihm das Große Goldene Ehrenzeichen für Verdienste um die Republik Österreich verliehen. Im April 2025 wurde Fleischhacker zum Ehrenmitglied der Österreichischen Gesellschaft für Psychiatrie, Psychotherapie und Psychosomatik (ÖGPP) ernannt.

## Forschungsschwerpunkte
Fleischhacker befasste sich zunächst mit Suchtforschung und Aspekten der klinischen Psychopharmakologie in unterschiedlichen Bereichen. Nach seinem Forschungsaufenthalt in den USA beschäftigt er sich seit rund drei Jahrzehnten schwerpunktmäßig mit Psychopharmakologie und Schizophrenie. Im Rahmen seiner Forschungsschwerpunkte beriet er die Österreichische und die Europäische Arzneimittelzulassungsbehörde und war in Projekte der Weltgesundheitsorganisation (WHO) sowie federführend in Projekte der World Psychiatric Association (WPA) involviert. Bekannt wurde er in Fachkreisen unter anderem durch die bisher größte EU-Schizophrenie-Behandlungsstudie zu Therapieabbrüchen bei Schizophrenie-Ersterkrankten (European First Episode Schizophrenia Trial, EUFEST), die er gemeinsam mit seinem niederländischen Kollegen René Kahn plante und leitete. Fleischhacker ist auch im Executive Board des FP7 EU-Forschungsprojektes Optimization of Treatment and Management of Schizophrenia in Europe (OPTiMiSE). Das ist eine groß angelegte Studie zur Therapieoptimierung bei derselben Gruppe von Patienten. Weiters ist er Principal Investigator des europaweiten EULAST-Projektes (European Long-Acting Antipsychotics in Schizophrenia Trial). Hier wurde erstmals in einer großangelegten naturalistischen Studie die Wirksamkeit von Depotmedikamenten in der Langzeitbehandlung der Schizophrenie evaluiert. 
Fleischhacker ist (Co-)Autor von mehr als 400 wissenschaftlichen Publikationen, sein derzeitiger Hirsch-Index liegt bei 96.

## Positionen
W. Wolfgang Fleischhacker tritt im Rahmen der therapeutischen Schizophrenieforschung für den Einsatz neuer Antipsychotika als Gold-Standard bei Schizophrenie-Patienten ein. Er vertritt die Position, dass moderne Arzneien kombiniert mit psychosozialen Behandlungsergebnissen zu weniger Therapieabbrüchen führen und die Behandlung deutlich verbessern.

## Schriften
- mit M. Lambert, E. Karamatskos, D. Naber: Pharmakotherapie der Schizophrenie. In: V. Voderholzer, F. Hohagen (Hrsg.): Therapie psychischer Erkrankungen. 18. Auflage. Urban & Fischer / Elsevier, 2023, ISBN 978-3-437-24909-9, S. 93–124.
- mit H. Hinterhuber (Hrsg.): Lehrbuch der Psychiatrie. Springer, Stuttgart 2012, ISBN 978-3-211-89865-9.
- mit S. Miyamoto: Pharmacologic Treatment of Schizophrenia. In: J. A. Lieberman, R. M. Murray (Hrsg.): Comprehensive Care of Schizophrenia. Oxford University Press, 2012, ISBN 978-0-19-538801-5, Kapitel 5.
- mit I. P. Stolerman (Hrsg.): Encyclopedia of Schizophrenia. Springer-Verlag, 2011, ISBN 978-1-907673-17-7.
- mit S. Miyamoto, D. B. Merrill, J. A. Lieberman, S. R. Marder: Antipsychotic Drugs. In: A. Tasman, J. Kay, J. A. Lieberman, M. B. First, M. May (Hrsg.): Psychiatry. 3. Auflage. Wiley, New York 2008, ISBN 978-0-470-06571-6, Kapitel 102.

## Auszeichnungen
- 2025: Tiroler Adler-Orden in Gold[17]